# 伊藤慎一 (実業家)
伊藤 慎一（いとう しんいち、1963年9月24日 - ）は、日本の実業家、プロデューサー。テレビ番組の制作を主業務とした有限会社テレビシオンを1991年3月に立ち上げたのち、2024年現在はテレビ番組制作の他にYouTubeや各種SNSの配信番組を手掛ける株式会社シオンの代表取締役会長、人材派遣事業を手掛けるシオンステージの代表取締役、中国に関するロケ及びコーディネートやリサーチ業務を手掛けるフライメディアの代表取締役、IT総合サービスを手掛けるコンテンツブリッジの代表取締役。

## 概要
1963年生まれ。東京都出身。青山学院大学経営学部卒。東放学園専門学校在学中に日本テレビにて制作業務に従事。27歳の時に、テレビ番組の制作を主業務とした有限会社テレビシオンを設立する。日本テレビ「ぐるぐるナインティナイン」、「踊る!さんま御殿!!」、ナイナイサイズ!」の総合演出など数々のヒット作を手掛ける。その他各テレビ局のバラエティ番組の企画・演出に携わる。また、企業家としてもM&Aの実行や投資家として活動している。

## 起業及び設立会社
- 1991年3月 - テレビ番組制作会社を主業務とした有限会社テレビシオンを設立（2006年12月にシオンに商号変更）
- 1999年3月 - 中国に関するロケ及びコーディネート＆リサーチ事業を主業務とした有限会社ナンバーワンズを設立（2015年5月にフライメディアに商号変更）
- 2005年12月 - 編集スタジオ及びMA事業を主業務とする有限会社オールビジョンを設立（2007年5月に株式会社オールビジョンに商号変更）
- 2006年9月 - 編集機材の管理や貸出を行う株式会社伊藤を設立（2019年12月に株式会社シオングループに商号変更）
- 2009年10月 - IT総合サービスを主業務とするコンテンツブリッジ株式会社を設立
- 2015年7月 - 人材派遣事業を主業務とする株式会社シオンスタッフサービスを設立（2019年10月にシオンステージに商号変更）
- 2020年12月 - デジタルエンターテイメント分野の業務を手掛ける株式会社シオンプラスを設立
- 2023年1月 - クリーク・アンド・リバー社にシオングループの株式を100%売却

## 受賞歴
- 2000年8月 - 日本テレビ制作番組「ぐるぐるナインティナイン」にて社長奨励賞を拝受
- 2002年8月 - 日本テレビ制作番組「ナイナイサイズ!」にてCOO奨励賞を拝受
- 2013年1月 - 日本テレビよりバリュアブル・コンテンツプロダクション賞を拝受

## 制作した番組・参加した作品など
- ルックルックこんにちは
- 鶴ちゃんのトッピング
- 鶴ちゃんのプッツン5
- ザ・ベストテン
- おはスタ
- 演歌の花道
- 日本民謡大賞
- 東京箱根間往復大学駅伝競走
- 横浜国際女子駅伝
- こちら夢スタジアム
- モグモグGOMBO
- 黒船MOCOMOCO
- 吉本印天然素材
- ぐるぐるナインティナイン
- 発明将軍ダウンタウン
- ダウンタウンの裏番組をブッ飛ばせ!!
- 24時間テレビ
- ナイナイサイズ!
- 国民クイズ常識の時間
- 恋のから騒ぎ
- さんま・一機のイッチョカミでやんす
- 踊る!さんま御殿!!
- さんま岡村祭り